# Municipio de Pleasant (condado de Lyman)
El municipio de Pleasant (en inglés: Pleasant Township) es un municipio ubicado en el condado de Lyman en el estado estadounidense de Dakota del Sur. En el año 2010 tenía una población de 3 habitantes y una densidad poblacional de 0,04 personas por km².

## Geografía
El municipio de Pleasant se encuentra ubicado en las coordenadas 43°58′35″N 99°41′30″O / 43.97639, -99.69167. Según la Oficina del Censo de los Estados Unidos, el municipio tiene una superficie total de 85.13 km², de la cual 85,1 km² corresponden a tierra firme y (0,02 %) 0,02 km² es agua.

## Demografía
Según el censo de 2010, había 3 personas residiendo en el municipio de Pleasant. La densidad de población era de 0,04 hab./km². De los 3 habitantes, el municipio de Pleasant estaba compuesto por el 100 % blancos. Del total de la población el 0 % eran hispanos o latinos de cualquier raza.